# Eufemia von Adlersfeld-Ballestrem
Eufemia von Adlersfeld-Ballestrem (ur. 18 sierpnia 1854 w Raciborzu, zm. 21 kwietnia 1941 w Monachium) – hrabina, pisarka

## Życiorys
Była córką hrabiego Aleksandra von Ballestrema, pana na Mikołowie. W 1884 roku wyszła za rotmistrza Józefa von Adlersfelda, z którym mieszkała w różnych garnizonach, m.in. w Miliczu, Karlsruhe oraz Durlachu. W latach 1899–1903 podróżowała po Europie, Azji, Ameryce i Afryce. Od 1903 roku mieszkała w Vevey nad Jeziorem Genewskim w Szwajcarii. Owdowiała w 1907 roku, a rok później przeniosła się do Karlsruhe, a później do Rzymu, a osiadając ostatecznie w Monachium.
Eufemia była pisarką, a spod jej pióra wyszło, aż 111 dzieł, m.in. nowele, dramaty, humoreski, opowiadania, biografie, opisy podróży, genealogie domów panujących, podręczniki bon-tonu ale, szkice historyczne oraz tłumaczenia z języków: angielskiego, francuskiego i hiszpańskiego. Jednak w jej twórczości przewagę miały powieści romanse ze świata oficerskiego i wyższych sfer.
W latach 1881–1911 wydawała Rocznik niemieckiej kultury i poezji (Jahrbuch deutscher Kunst und Dichtung), a także antologie poezji, nowel i opowiadań innych autorów. Natomiast jej pierwsze nowele ukazały się w 1876 roku a w 1889 roku w pierwszych wydaniach ukazało się 9 książek. Ostatnie dzieło Czarne opale (Schwarze Opale) ukazało się w 1938 roku, a Eufemia miała wtedy 84 lata.
Eufemia była niezwykle popularna, ponieważ wielokrotnie jej utwory wznawiano i tak 15 pozycji drukowano od 10 do 25 razy, a 5 pozycji wznawiano ponad 30 razy. Najbardziej znane były powieści Habianka Kasia (Komtesse Kāthe), która doczekała się 58 wydać i Hrabainka Kasia w małżeństwie (Komtesse Kātze in der Ehe), którą wydano 44 razy. Natomiast dwutomowa powieść Białe Róże Ravensbergów (Die weißen Rosen in Ravensberg), która w latach 1896–1953 doczekała się 164 wydań. W 1962 roku ukazały się ostatnie wznowienia trzech powieści.